# Autoria dels escrits joànics

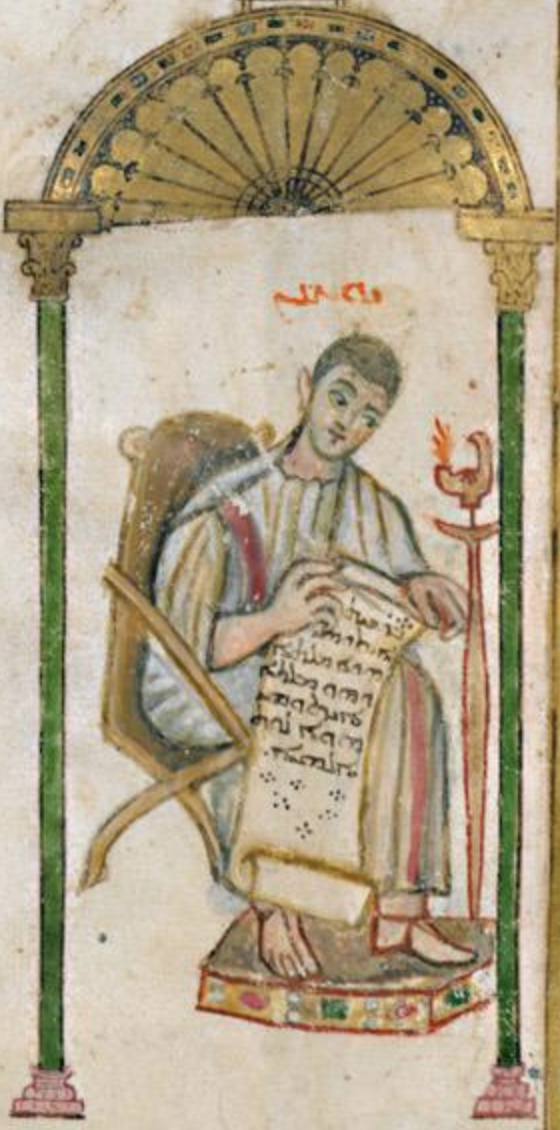
Joan Evangelista, Evangeliari de Rabbula.

Els escrits joànics són l'Evangeli segons Joan, la Segona carta de Joan, la Tercera carta de Joan i l'Apocalipsi. Tots aquestes escrits comparteixen certes semblances en el rerefons teològic, però també hi ha diferències que originen el debat sobre l'autoria.
Tradicionalment, aquests llibres del Nou Testament s'han atribuït a Joan l'Apòstol, de qui s'assumeix que és el mateix que Joan Evangelista; tanmateix, sobretot des que hi ha una crítica forta, la qüestió sobre l'autoria dels escrits joànics ha estat disputada. El decret del Concili de l'any 382 diferencia l'Evangeli, la primera carta i el llibre de l'Apocalipsi, que són atribuïts a Joan l'Apòstol, mentre que la segona i tercera cartes s'atribueixen a Joan el Presbíter.

## Història de l'ús dels escrits joànics
En els primers anys del cristianisme, l'Evangeli segons Mateu fou l'instrument primari de catequesi, Joan ha estat sempre considerat l'últim a ser redactat, tradicionalment es data entre els anys 90 i 100 dC, tot i que els estudiosos moderns suggereixen sovint una data encara posterior. Sota la influència d'Ireneu de Lió i el seu "cànon de la veritat" dels quatre evangelis, l'Evangeli segons Joan es convertí en la pedra angular de la catequesi baptismal a Roma. Durant el Primer Concili de Nicea, l'Evangeli fou un dels suports més grans de l'alta cristologia proposada pels pares del concili.
D'una banda, diversos pares de l'Església del segle ii mai no citaren Joan, i d'una altra, el comentari escrit més antic de qualsevol llibre del Nou Testament fou l'escrit sobre Joan per Heràclit, un deixeble del gnòstic Valentinià. Els Manuscrits de Nag Hammadi mostren que ja hi havia molts lectors de l'Evangeli segons Joan. Orígenes, Agustí d'Hipona, Joan Crisòstom i Ciril d'Alexandria feren comentaris de les obres joàniques, essent els d'Agustí els més nombrosos. A l'edat mitjana també Tomàs d'Aquino i Rupert de Deutz escrigueren comentaris importants sobre els texts.

## Història de l'escola crítica
L'era de l'escola crítica de les obres començà amb l'obra de K.G. Bretschneider el 1820 sobre l'autoria joànica. Bretschneider qüestionava l'autoria apostòlica de l'Evangeli, i àdhuc declarava amb base amb el poc coneixement que l'autor semblava tenir del territori de Palestina. Ell raonà que, atès que el significat i natura del Jesús presentat a l'Evangeli segons Joan era molt diferent del dels Evangelis sinòptics, el seu autor no odia haver estat un testimoni presencial dels esdeveniments. Bretschneider cità el caràcter apologètic de Joan, tot indicant una data posterior de composició.
Seguint la filosofia de Hegel, F.C. Baur negà qualsevulla valoració històrica del Quart Evangeli. Declarà que es tractaria només de l'obra de síntesi d'una tesi-antítesi d'acord amb el model Hegelià-síntesi entre la tesi judeocristiana (representada per Pere) i antítesi del Cristianisme gentil (representada per Pau). També cità a les seves cartes una síntesi amb les forces oposades dualistes del gnosticisme. Aleshores s'assignà a l'Evangeli una data de redacció al voltant de l'any 170. Alguns crítics moderns empraven aquesta referència per a una datació tardana de l'Evangeli.

## L'Evangeli

### Crítica literària alseglexixi començaments del XX
Tot i que el moviment crític arribà gairebé a un complet acord sobre les hipòtesis de les dues fonts sobre els Evangelis sinòptics, no s'ha arribat a cap acord sobre les fonts literàries dels escrits joànics. Probablement un exemple típic de teoria crítica sobre el desenvolupament fou donat per Julius Wellhausen el 1908. Ell hipotetitzà sobre un document base que fou modificat per un editor posterior. Segons ell, es podia separar el document base de les edicions, lloant el document base, i condemnant l'editor posterior per la seva intrusió. D'altres crítics, com E. Schwarz, llistaren dotzenes d'apories o indicacions de trencament en les narratives o discursos.
El criticisme a començaments del segle XX se centrava en la idea del logos, que fou percebut com un concepte hel·lenista. Així doncs, H.J. Holtzmann hipotetizà sobre una dependència de l'obra de Philo Judaeus; Albert Schweitzer considerà l'obra com una versió hel·lenitzada del misticisme paulí, mentre que R. Reitzenstein buscà l'origen de l'obra en les religions mistèriques egípcia i persa.
Rudolf Bultmann prengué una aproximació diferent de l'obra. Hipotetitzà un origen gnòstic (específicament del mandeisme) per a l'obra. Feu notar les semblances amb el corpus paulí, però atribuí això al fons comú hel·lenístic. Declarà que els molts contrasts a l'Evangeli entre la llum i la foscor, la veritat i la mentida, amunt i avall, etc, mostren una tendència al dualisme, explicada per les arrels gnòstiques de l'obra. Tot i l'origen gnòstic, emperò, Bultmann atribueix a l'autor diverses millores sobre el gnosticisme, com la postura judeocristiana de la creació i de la desmitificació del paper del Redemptor. La seva anàlisi deixà l'Evangeli com una investigació sobre Déu que és completament un Altre i transcendent, i sense deixar lloc en la visió de l'autor per a l'Església o els sagraments.
L'anàlisi de Bultmann és encara àmpliament aplicat a països germànics, encara que amb moltes correccions i discussions. Igualment s'han fet àmplies refutacions a la seva anàlisi. Avui dia, molts exegetes cristians rebutgen gran part de la teoria de Bultmann, però accepten algunes de les seves intuïcions. Per exemple, J. Blank empra Bultmann en la seva discussió sobre el Judici Final i W. Thüsing l'empra per discutir l'ascensió i glorificació de Jesús.
En el món angloparlant, Bultmann ha tingut menys impacte. Altrament, els estudiosos tendeixen a continuar la investigació de les teories hel·lenístiques i platòniques, generalment tornant a teories properes a les de la interpretació tradicional. A tall d'exemple, G.H.C. McGregor (1928) i W.f. Howart (1943) pertanyen a aquest grup.
Charles Alfred Honoré Guignebert, que fou professor d'història del Cristianisme a La Sorbona i un dels més importants autors sobre el Cristianisme primitiu a començaments del segle xx, digué: "Més tard estudiarem el Quart Evangeli, però pel que fa a ell, són molt clares les conclusions de la crítica liberal; és posterior als altres, que ha emprat deformant-los; és molt dubtós que conegués altres tradicions precises que les que contenen. No es podria atribuir a l'apòstol Joan, i no té cap valor pròpiament històric; no és més que una 'contemplació mística de l'Evangeli'; obra d'un judeocristià, molt al tant de les especulacions de Filó d'Alexandria o de la seva escola."

### Crítica recent
El descobriment dels Manuscrits de la mar Morta a Qumran marcà un canvi en l'escola joànica. Molts dels himnes, que es presumeix que venen d'una comunitat esseni, contenen el mateix joc entre oposats (llum i foscor, veritat i mentida) que conté l'Evangeli. Per tant, la hipòtesi que l'Evangeli es basava en el gnosticisme caigué en desús. Molts suggeriren que Joan Baptista pertanyé a la comunitat dels essenis, i si Joan l'Apòstol fou anteriorment deixeble de Joan Baptista, pogué haver estat influenciat pel seu ensenyament.
La revolució resultant en l'escola joànica fou denominada la nova visió per J.A.T. Robinson, que proclamà la frase el 1957 a Oxford. D'acord amb robinson, aquesta nova informació posava la qüestió de l'autoria en una postura relativa. Considerà l'existència d'un grup de deixebles al voltant de l'ancià Joan l'Apòstol que escrigueren les seves memòries, mesclant-les amb especulació teològica, model que ja havia estat emprat per Ernest Renan a Vie de Jésus (1863). El treball d'aquests estudiosos portà el consens un altre cop a un origen palestí del text, en comptes d'un origen hel·lenístic afavorit pels crítics de dècades anteriors.
En qualsevol cas, la "febre de Qumran" que s'originà pel descobriment dels manuscrits caigué gradualment, amb les teories sobretot d'influències gnòstiques en les obres joàniques tornant a ser proposades, en especial a Alemanya. Algunes postures recents han vist la teologia dels escrits joànics com directament oposada als "cristians de Tomàs" (Riley 1995, Pagels 2003).

### Historicitat
Amb l'excepció de la Vie de Jésus de Renan, que lloava els detalls històrics i geogràfics presents a l'Evangeli, pràcticament tots els crítics anteriors al segle xx negaven qualsevol valor històric a l'obra, basant-se sobretot en les seves conclusions sobre set tesis particulars: primer, que la tradició de l'autoria per Joan l'Apòstol fou creada a posteriori per donar suport a l'autoritat del llibre; segon, que el llibre no procedeix ni tan sols indirectament de la narració d'un testimoni ocular; tercer, que el llibre fou escrit com una obra apologètica, no com història; quart, que la tradició sinòptica fou emprada i adaptada molt lliurement per l'autor; cinquè, que aquestes desviacions no eren degudes a l'aplicació d'altres fonts desconegudes als autors dels Evangelis sinòptics; sisè, que els discursos a l'Evangeli expressen no les paraules de Jesús, sinó les de l'evangelista; i per tant, que el Quart Evangeli no té cap valor com a suplement dels sinòptics.
S'assenyala en alguns passatges de l'Evangeli com suport a favor del caràcter històric i testimonial del text. Al segon capítol, quan Jesús neteja el Temple de Jerusalem, els jueus li diuen que el Temple ha estat sota construcció durant 46 anys. Aquesta construcció començà l'any 20 aC sota Herodes el Gran, datant la neteja del Temple l'any 27, precisament quan els estudiosos moderns ubiquen el començament del ministeri de Jesús. De manera semblant, la cronologia de Joan sobre la mort de Jesús sembla més realista, atès que els Evangelis sinòptics tenen el judici davant el Sanedrí en el primer dia de Pasqua, que era dia de descans. Tanmateix, això podria ser només degut al fet que els autors dels Evangelis tinguessin un recompte més clar i neutral dels esdeveniments que com seria vist per algú en el present.

### Autoria

#### Crítica primerenca
D'acord amb alguns crítics, les primeres persones a emprar l'Evangeli segons Joan foren els gnòstics des de començaments fins a mitjans del segle ii, basant-se en els comentaris fets a Joan pels gnòstics Claudi Ptolemeu i Heraclió, citats per Ireneu de Lió i Orígenes. D'altres van més enllà i declaren que l'autor era gnòstic, bo i citant semblances amb l'Evangeli de Tomàs i a l'Evangeli de Felip.
El primer testimoni vertader de la teologia joànica entre els Pares de l'Església és Ignasi d'Antioquia, la Carta als Filipencs del qual es basa en Joan 3,8 i al·ludeix a Joan 10,7-9 i a Joan 14,6. Això indicaria que l'Evangeli era conegut a Antioquia abans de la mort d'Ignasi, l'any 107 dC. Cap a mitjan segle ii, Policarp d'Esmirna utilitzava expressions tretes de les cartes de Joan.
El testimoni més primerenc de l'autor és el de Pàpies de Hieràpolis, preservat en fragments de cites en la història de l'Església d'Eusebi de Cesarea. Aquest text és per conseqüència una mica obscur. Eusebi diu que cal distingir dos Joans diferents, Joan l'Apòstol i Joan el Presbíter, essent l'Evangeli signat per l'Apòstol i l'Apocalipsi pel Presbíter.
El testimoni d'Ireneu, basat en Pàpies, representa la tradició a Efes, on Joan l'Apòstol visqué. Ireneu era deixeble de Policarp, per tant, de segona generació després de l'apòstol. Ireneu declara inequívocament que l'apòstol és l'autor de l'Evangeli. Alguns crítics rebutgen la referència d'Ignasi d'Antioquia com referida a l'Evangeli, i citen Ireneu com el primer a utilitzar-lo. Alguns van més enllà i declaren que Ireneu és l'autor (o almenys l'últim editor final) del llibre. Aquests crítics declaren que la teoria de l'autoria joànica fou creada per l'Església primitiva per donar més autoritat a l'obra que utilitzaven per combatre el gnosticisme.
El recent descobriment del fragment de Sant Joan (papir P52 de la Biblioteca John Rylands), datat típicament cap als anys 100-150, suggereix que el text de l'Evangeli segons Joan s'escampà ràpidament per Egipte. A mesura que el text s'escampava per Egipte, diversos trossos d'informació llegendària foren preservats. Climent d'Alexandria menciona l'activitat missionera de Joan l'Apòstol a l'Àsia Menor, i continua "Quant a Joan, l'últim, en veure que als Evangelis es parla de les qüestions corporals, amb el suport dels seus deixebles i inspirats per l'Esperit Sant, escrigué un Evangeli espiritual" (Quis dives salvabitur 42,1). Orígenes respon, quan se li pregunta com és que Joan col·loca la neteja del Temple a l'inici en comptes d'al final, "Joan no sempre diu la veritat literalment, sinó que sempre diu la veritat espiritualment" (Comentari a Joan 10.4.6). A Alexandria, l'autoria de l'Evangeli i la primera carta mai no fou qüestionada.
Roma fou la llar de l'únic rebuig primerenc al Quart Evangeli. Els adversaris del montanisme n'eren els responsables. Ireneu diu que aquestes persones intentaven suprimir l'ensenyament de l'Esperit Sant per poder vèncer el montanisme, i com a resultat negaven l'autoria de l'Evangeli i la seva autoritat. Després Epifani anomenà aquest grup, seguidors del sacerdot Caius, els alogoi en un joc de paraules entre "sense la Paraula" i "sense raó".

#### Crítica moderna
Els documents sobre l'autoria tradicional de l'Evangeli tenen certs punts febles que han estat explotats pels crítics. Ireneu és acusat de fer de Pàpies un deixeble de Joan l'Apòstol per donar suport a les seves pròpies teories: Eusebi mostrà després que Pàpies fou deixeble de Joan el Presbíter. Però àdhuc Eusebi no escapà de la crítica. Les seves cites a Joan el Presbíter semblen motivades pels seus arguments de l'autoria de l'Apocalipsi. Les memòries d'Ireneu sobre el testimoni de Policarp són memòries infantils, i manquen de claredat. Per exemple, cita les relacions de Policarp i Joan, però mai no especifica de quin Joan es tracta.
L'Evangeli segons Joan declara explícitament que fou escrit pel "deixeble estimat de Jesús", per la qual cosa s'ha fet un gran esforç per determinar de quina persona podria tractar. Tradicionalment és identificat com Joan l'Apòstol, atès que d'una altra manera, un dels més importants apòstols dels altres Evangelis no seria mencionat dins del Quart Evangeli. Tanmateix, alguns crítics han suggerit algunes altres possibilitats. Filson i Sanders suggereixen Llàtzer de Betània, atès que Joan 11,31 indica explícitament que Jesús l'"estimava", i això està implicat en l'Evangeli secret de Marc. Nogensmenys, el fet que Llàtzer no sigui mencionat al ministeri de Galilea, i que no hi hagués una tradició àmplia sobre l'activitat apostòlica de Llàtzer després de la mort de Jesús, deixa aquesta teoria en dubte. Parker suggereix que aquest deixeble podria ser Joan Marc; tanmateix, els Fets dels Apòstols indiquen Joan Marc era molt jove i arribat després com a deixeble. J. Colson suggereix que "Joan" era un sacerdot de Jerusalem, explicant així la mentalitat sacerdotal del Quart Evangeli. R. Schnackenburg suggereix que "Joan" era un resident desconegut de Jerusalem que es trobava dins del cercle d'amics de Jesús. L'Evangeli de Felip i l'Evangeli de Maria identifiquen Maria Magdalena com la deixeble que Jesús estimava, connexió analitzada per Esther de Boer. Finalment, pocs autors, com Loisy, Bultmann i Hans-Martin Schenke, veuen "Joan" com una creació purament simbòlica, un pseudònim idealitzat per a un grup d'autors.
A més dels dubtes sobre la identificació del "deixeble estimat de Jesús" com l'apòstol Joan, també queda la qüestió de si aquest apòstol fou l'autor dels texts. S'han donat diverses objeccions a l'autoria de Joan l'Apòstol. Primer, l'Evangeli segons Joan és una narració altament intel·lectual de la vida de Jesús, la qual cosa requereix un bon nivell d'educació. Els Evangelis sinòptics, però, estan d'acord que Joan era un pescador, qui segurament no tindria gaire educació. Contra aquesta objecció, es pot notar que Joan no era pescador a jornal, sinó algú que podria tenir el seu propi vaixell i, per tant, podria tenir accés a suficients ingressos com per pagar un ensenyament. Tanmateix, els Fets dels Apòstols es refereixen a Joan com "sense educació" o "illetrat".
Una segona objecció a l'autoria de Joan l'Apòstol està en la importància atorgada a les tradicions de Jerusalem, que seria inusual per a un galileu. La resposta usualment donada a aquesta objecció és que el coneixement de Jerusalem mostrat en el text no és més que el que un peregrí annual podria saber-ne. L'interès de Joan per Jerusalem sembla totalment dependent del seu interès en Jesús.
Finalment, s'objecta que el "deixeble estimat de Jesús" no és mencionat abans del Sant Sopar, així que aquest deixeble no podria haver estat un testimoni visual dels primers esdeveniments de l'Evangeli. Això no obstant, la tradició ha identificat aquest deixeble amb el deixeble sense nom del primer capítol. L'estructura de l'Evangeli també explica parcialment la "desaparició" dels deixebles del centre d'acció. Els primers dotze capítols, el Llibre dels Signes, parlen de la prèdica i miracles de Jesús als jueus, mentre que la narració del Sant Sopar es concentra en la seva relació particular amb els seus deixebles.
La possibilitat d'una autoria col·lectiva del Quart Evangeli es basa en diferències estilístiques i de discurs narratiu. En particular, el capítol 21è és molt diferent estilísticament del cos principal de l'Evangeli, i es pensa que podria ser una addició posterior. R.E. Brown (1970) distingeix quatre etapes de desenvolupament: la tradició connectada directament amb l'apòstol, una edició parcial dels seus deixebles, una síntesi feta per l'apòstol i les addicions de l'editor final.
Molts crítics daten l'escriptura de l'Evangeli en els últims quatre o cinc anys del segle i, encara que com ja s'ha dit, alguns escullen àdhuc una data molt posterior, típicament en l'època d'Ireneu. Si aquest fos el cas, i si el "deixeble estimat" fos Joan l'Apòstol o un altre seguidor de Jesús, fos el principal autor, hauria d'haver tingut uns 90 anys en la data de la composició, la qual cosa seria una edat molt remarcable per al segle i, quan les esperances de vida eren molt més curtes. D'altra banda, si en realitat visqué fins a tal edat, s'explicaria llavors la tradició treta de Joan 21, que molts creien que Jesús havia dit que el "deixeble estimat" no moriria mai.

## Primera carta
La fraseologia d'aquesta primera carta de Joan és molt semblant a la del Quart Evangeli, per la qual cosa la qüestió de l'autoria és usualment connectada amb la qüestió de l'autoria de l'Evangeli. Hi ha diversos usos de frases que tenen lloc només a l'Evangeli i a la Primera Carta, i en cap altre lloc del Nou Testament, com "tenir pecat", "fer la veritat", "resta" en cert estat místic (en el pare, el Fill, en el meu amor), etc. Totes dues obres tenen un sabor semític que tendeix a allò grec (molts enunciats comencen per "tots" o amb "i", l'ús de la "inclusió literària", la repetició d'una frase per indicar que el material entre totes dues inclusions ve junt), ús mínim de partícules gregues il·latives... Totes dues obres tenen els mateixos conceptes bàsics: el món, l'Únic escollit, l'encarnació, el pas de la mort a la vida, la veritat i les mentides, etc.
D'acord amb Eusebi, el llibre no estigué dins d'aquells la canonicitat dels quals estigué en dubte; tanmateix, no està inclòs en l'antic cànon sirià. Teodor de Mopsuèstia també presentà una opinió negativa sobre la seva canonicitat. Fora del món sirià, el llibre té diversos testimonis primerencs, i sembla que fou àmpliament acceptat.
Atesa la semblança amb l'Evangeli, molts crítics li atorguen la mateixa autoria. Molts es refereixen a una escola joànica de la qual la lletra fou produïda, possiblement, de la mà de l'Apòstol.

## Segona i Tercera cartes
Malgrat que la tradició normalment assigna la segona i tercera cartes a Joan l'Apòstol, el fet que l'autor s'identifiqui a si mateix com "el Presbíter" (o "el Sacerdot") deixa dubtes sobre aquesta assignació tradicional, fins i tot en l'Església primitiva. Com que hi ha prou semblances literàries i teològiques amb la Primera Carta, aquestes dues últimes normalment s'assumeix que venen del mateix cercle teològic. Per això molts escolars assumeixen que l'autor d'aquests llibres seria certa personalitat del cercle de deixebles de Joan. Les semblances entre ambdós llibres fan que sigui poc probable que tinguin dos autors diferents. Aquest autor hipotètic és freqüentment anomenat "Joan el Presbíter" per distingir-lo de l'Apòstol.
La llegenda medieval, d'altra banda, feu equivalents "Joan el Presbíter" amb "Joan l'Apòstol", i com molts llegien el capítol 21è de l'Evangeli com un indicador que Joan l'Apòstol no morí mai, es produí la història del Preste Joan, que es deia que era l'Apòstol, encara viu i escrivint en l'edat mitjana.

## Apocalipsi
L'autor del llibre de l'Apocalipsi s'identifica a si mateix com "Joan", per la qual cosa el llibre s'ha acreditat tradicionalment també a Joan l'Apòstol. S'ha trobat evidència d'aquesta identificació des de Justí el Màrtir al seu Diàleg amb Trifó. D'altres testimonis d'aquesta tradició són Ireneu, Climent d'Alexandria i Tertul·lià.
Els primers dubtes sobre l'autoria apostòlica del llibre vingueren al segle iii. El presbíter Caius de Roma (un dels alogoi d'Epifani) identificava l'autor amb Cerint, considerat un heretge. El bisbe Dionís d'Alexandria rebutjava l'autoria apostòlica, però n'acceptava la canonicitat. Més radicalment, al segle iv, la majoria de l'Església Oriental en rebutjava la canonicitat. Aquest punt de vista era compartit per diversos Pares de l'Església, com Ciril de Jerusalem, Gregori de Nazianz, Joan Crisòstom i Teodoret de Cir. També era rebutjat a Síria.
La qüestió de la canonicitat fou reoberta a Occident pels protestants. D'altra banda, el Concili de Trento de l'Església Catòlica en reafirmà la canonicitat. Avui dia molts cristians accepten aquest llibre com a part del cànon.
Hi ha moltes afinitats entre aquest llibre i el Quart Evangeli: l'ús d'al·legories, simbolisme i metàfores semblants com "l'aigua viva", "el pastor", "l'anyell" i "el manà". Tanmateix, les diferències entre tots dos són probablement molt més notables. El llibre de l'Apocalipsi no entra en diversos dels típics temes joànics, com la llum, la foscor, la veritat, l'amor i el món en un sentit negatiu. L'escatologia d'ambdues obres és també molt diferent.
Una identificació precisa de l'autor és gairebé impossible a causa de la manca d'evidència. Això no obstant, l'obra és generalment assignada a un cercle de deixebles propers a l'Apòstol Joan. La data de composició és àmpliament discutida. Ireneu menciona el final del regnat de Domicià. Aquesta és l'opinió més comuna entre diversos crítics moderns que consideren l'obra com escrita d'un solc op. Nogensmenys, Epifani cita la composició en el regnat de Claudi, i el Fragment Muratorià suggereix la composició en temps de Neró.
Alguns exegetes (Touilleux, Gelin, Feuillet) distingeixen dues dates: la publicació (sota Domicià) i la data de les visions (sota Vespasià). D'acord amb aquestes teories, diversos editors haurien retocat el document. El datat de l'obra és encara molt debatut en la comunitat d'estudiosos bíblics.